# Ханю Наотаке
Наотаке Ханю (яп. 羽生直剛, нар. 22 грудня 1979, Тіба) — японський футболіст, півзахисник клубу «Токіо».
Виступав, зокрема, за клуби «ДЖЕФ Юнайтед» та «Токіо», а також національну збірну Японії.

## Клубна кар'єра
Народився 22 грудня 1979 року в місті Тіба.
У дорослому футболі дебютував 2002 року виступами за команду клубу «ДЖЕФ Юнайтед», в якій провів п'ять сезонів, взявши участь у 165 матчах чемпіонату. Більшість часу, проведеного у складі «ДЖЕФ Юнайтед», був основним гравцем команди.
Своєю грою за цю команду привернув увагу представників тренерського штабу клубу «Токіо», до складу якого приєднався 2008 року. Відіграв за токійську команду наступні чотири сезони своєї ігрової кар'єри. Граючи у складі «Токіо» також здебільшого виходив на поле в основному складі команди.
Протягом 2013 року захищав кольори команди клубу «Ванфоре Кофу».
До складу клубу «Токіо» приєднався 2014 року. Відтоді встиг відіграти за токійську команду 46 матчів в національному чемпіонаті.

## Виступи за збірну
У 2006 році дебютував в офіційних матчах у складі національної збірної Японії. Протягом наступних двох років провів у формі головної команди країни 17 матчів.
У складі збірної був учасником кубка Азії з футболу 2007 року у чотирьох країнах відразу.

## Статистика
Статистика виступів у національній збірній.
| Збірна Японії | Збірна Японії | Збірна Японії |
| Роки          | Ігри          | голи          |
| ------------- | ------------- | ------------- |
| 2006          | 5             | 0             |
| 2007          | 7             | 0             |
| 2008          | 5             | 0             |
| Усього        | 17            | 0             |

## Титули і досягнення
- Володар Кубка Джей-ліги (3):

«ДЖЕФ Юнайтед Ітіхара Тіба»: 2005, 2006
«Токіо»: 2009
- Володар Кубка Імператора Японії (1):

«Токіо»: 2011
- Володар Кубка банку Суруга (1):

«Токіо»: 2010